# Luís Pissarra
Luis Pissarra, né le 5 octobre 1975, est un joueur de rugby à XV portugais, d'origine argentine. Il joue avec l'équipe du Portugal au poste de demi de mêlée. Il mesure 1,71 m et pèse 75 kg.
En novembre 2009, il est sélectionné avec l'équipe XV Europe pour affronter les Barbarians français  au Stade Roi Baudouin à Bruxelles à l'occasion du 75e anniversaire de la FIRA – Association européenne de rugby. Les Baa-Baas l'emportent 26 à 39.

## Clubs
- Associação de Estudantes do Instituto Superior Agronomia (AGRONOMIA)

## Équipe du Portugal
- 73 sélections avec le Portugal
- Coupe du monde:

2007 : 4 matches, 0 points.

## Palmarès
- Champion du Portugal de première division de rugby - Campeonato Nacional de Honra : 2006/07